# Ngoubou
Le ngoubou est un prétendu cératopsien survivant qui vivrait dans les savanes du sud-est du Cameroun.

## Aspect général
Le ngoubou est décrit comme quadrupède et herbivore, mais serait relativement agressif. Il possèderait une bouche à bec et une collerette osseuse, ainsi que plusieurs cornes (une à quatre cornes dans la plupart des rapports, mais certains villageois ont parlé de six cornes disposées en éventail sur la collerette). Il lui arriverait de combattre les éléphants pour la défense de son territoire, bien qu'il soit à peine plus gros qu'un bœuf d'après les habitants.

## Premier rapport
En novembre 2000, William Gibbons et David Woetzel ont fait quelques recherches préliminaires au Cameroun pour préparer une future expédition à la recherche du Mokele-mbembe. En visitant un village pygmée, ils ont entendu parler d'un animal appelé ngoubou. Bien que ce nom désigne également les rhinocéros dans la langue locale, les pygmées ont affirmé que ledit animal n'était pas un rhinocéros et qu'il possédait plus d'une corne. Ils ont également affirmé que le père d'un habitant du village avait tué l'un d'eux avec sa lance plusieurs années auparavant. Enfin, ils ont déclaré que ces animaux semblaient en voie de disparition, ce qui les rendrait difficiles à trouver.

## Hypothèses
Quelques cryptozoologues ont émis l'hypothèse que le ngoubou pourrait être un Triceratops ou un Chasmosaurus. Quant au ngoubou à six cornes, Gibbons pense l'avoir identifié comme étant un Styracosaurus. Il pourrait également être lié à l'Emela-ntouka, mais ce dernier ne possède qu'une seule corne. Cependant, aucun fossile de cératopsien n'a été découvert en Afrique.